# Javiera Martínez
Javiera Patricia Martínez Fariña (Valdivia, 10 de noviembre de 1986) es una ingeniera civil chilena. Desde el 11 de marzo de 2022 se desempeña como titular de la Dirección de Presupuestos (Dipres), actuando bajo el gobierno de Gabriel Boric.

## Estudios
Realizó sus estudios superiores en la carrera de ingeniería civil industrial en minería en la Pontificia Universidad Católica (PUC), y luego cursó un máster en ciencia política con especialización en economía política en la Universidad de Nueva York, Estados Unidos, egresando en 2018.

## Trayectoria profesional y política
En la PUC fue militante fundadora junto a otros estudiantes como Miguel Crispi, de la Nueva Acción Universitaria (NAU), movimiento político de izquierda. Llegó a ser primera secretaria ejecutiva de la Federación de Estudiantes de la Universidad Católica (FEUC), compartiendo lista junto a Giovanna Roa y Joaquín Walker en 2010.
Durante el segundo gobierno de Michelle Bachelet, entre 2014 y 2016 fue parte del equipo del gabinete del Ministerio de Educación (Mineduc), trabajando con los ministros del ramo: Nicolás Eyzaguirre y Adriana Delpiano. En esa ocasión, participó en el diseño de diversas iniciativas legislativas, entre las que destacan la Ley de Presupuesto 2015 y 2016, y de la que permitió la creación del Ministerio de Ciencia, Tecnología, Conocimiento e Innovación, entre otras.
Desde octubre de 2020 hasta marzo de 2022 fue presidenta del directorio del centro de pensamiento, Rumbo Colectivo, el cual está «enfocado en la reflexión, investigación y el desarrollo de proyectos con mirada vanguardista para la profundización de la democracia en el quehacer político, económico y cultural del país». En dicha instancia elaboró propuestas para el debate constitucional en materia fiscal e iniciativas de revisión del balance estructural y el gasto público en materia de crisis climática.
Militante del partido Revolución Democrática (RD), durante 2013 se desempeñó como jefa de campaña a diputado de su compañero de dicha colectividad, Giorgio Jackson.
Entre 2018 y 2021, ejerció como asesora técnica de parlamentarios de la coalición de izquierdas Frente Amplio (FA), en temas fiscales durante el periodo legislativo 2018-2022.
Entre agosto y diciembre de 2021, durante la campaña presidencial del candidato de Apruebo Dignidad Gabriel Boric, fue parte del equipo programático de dicha instancia. Luego de que Boric resultara electo en la segunda vuelta de diciembre, en marzo de 2022 fue designada como titular de la Dirección de Presupuestos (Dipres) —organismo dependiente del Ministerio de Hacienda—, siendo la tercera mujer en la historia en el cargo.